# Andrea Tenuta
Andrea Tenuta Gleijer (nacida en Montevideo, Uruguay, 12 de febrero de 1958 en el hospital Italiano de Montevideo) es una actriz, bailarina y cantante uruguaya, que realizó parte de su carrera en Argentina y en España. Es conocida por su participación en los films La Historia Oficial, Esperando la carroza y La búsqueda.

## Biografía
Es hija de los actores uruguayos Juan Manuel Tenuta y Adela Gleijer. Su padre tenía ancestros italianos, de la región de Calabria, y su madre es hija y nieta de emigrantes polacos judíos. Andrea fue muy popular en Argentina durante los años 1980 y años 1990 al trabajar en varias películas, series de televisión y obras de teatro.

## Cine
Debutó en cine en 1983 con el filme El arreglo compartiendo cartel con Federico Luppi, Rodolfo Ranni y Haydeé Padilla. En 1985 trabajó en la película ganadora del Óscar a la Mejor película extranjera La historia oficial, encarnando a Regina Miller, junto a Norma Aleandro y Héctor Alterio. Después filmó la exitosa comedia Esperando la carroza en el personaje de Matilde (la hija de China Zorrilla y Juan Manuel Tenuta). Ese mismo año protagonizó, como Patricia Beltrán, el drama La búsqueda (1985), al lado de Rodolfo Ranni, Luisina Brando y Emilio Disi.
En 1987 hizo de Laura en Vínculos, junto a Mario Alarcón, Héctor Biuchet y Betiana Blum. En 1988 actuó en Los amores de Kafka, protagonizada por Susú Pecoraro, Jorge Marrale y Villanueva Cosse.
En 1992 regresa con un cortometraje llamado Algunas mujeres. Ese mismo año trabaja en el drama La pluma del ángel, con Dora Baret, Arturo Bonín y Emilio Alfaro; y debutó en la obra teatral Arráncame la vida con Chico Novarro.
En 1993 le tocó el corto Beautiful, con Cecilia Dopazo y Chico Novarro.
En 1995 actuó en Facundo, la sombra del tigre, junto a Lito Cruz, Norma Aleandro y Dora Baret.
En 1996 viajó a Uruguay para hacer Ojos de amatista. Mientras que en Argentina encarnaba a Miriam en la comedia dramática El verso, con Luis Brandoni, Virginia Lago y Hugo Arana.
En 1997 participó en el cortometraje Entre la sombra y el alma, junto a Soledad Silveyra y Arturo Bonín. También en ese año actuó como Fanny en Bajo bandera, un drama protagonizado por Miguel Ángel Solá, Federico Luppi y Betiana Blum.
En 2004 trabajó en el filme español dirigido por José Luis Garci Tiovivo c. 1950. En 2007 actúa en el drama español dirigido por José Luis Garci Luz de domingo, con Alfredo Landa y Paula Echevarría. En 2009 regresó a la Argentina para trabajar en Esperando la carroza 2, reencarnando su papel de Matilde Musicardi.
En 2012 vuelve al cine español para interpretar el papel de Ángela en Holmes & Watson. Madrid Days, un film de suspenso. dirigido por José Luis Garci

## Televisión
Su carrera en televisión comenzó en 1984 con la telenovela Amo y señor, protagonizada por Arnaldo André y Luisa Kuliok.
Esperando la Carroza (de 1985) Le siguió Amor prohibido en 1986, una novela romántica con Verónica Castro y Jean Carlo Simancas. Luego hizo El lobo, en el personaje de Vicky.
En 1989 vino Rebelde, con Grecia Colmenares, en la que hizo de Adriana. En ese año también actuó en la exitosa La extraña dama, encarnando a Victoria.
En 1990 trabajó como Nancy en la telenovela Pobre diabla.
En 1992 hizo Princesa, en el papel de Luciana, con Maricarmen Regueiro, Gabriel Corrado y Viviana Saccone. También estuvo en la comedia Desde adentro, actuada por Miguel Ángel Solá, Cecilia Roth y Juan Leyrado.
En 1995 participó en las series de televisión ¡Hola, papi!, como Carolina, protagonizada por Carlín Calvo y Patricia Echegoyen. Y Poliladron, junto a Adrián Suar y Laura Novoa.
En 1996 interpretó a Linda en el programa Sueltos, con Gloria Carrá, Florencia Peña y Pablo Novak.
En 2005 vuelve con una miniserie llamada Numeral 15, con Adriana Aizemberg y Julieta Cardinali.

## Filmografías
| Cine       | Cine                         | Cine                   | Cine                  | Cine | Cine |
| Año        | Título                       | Personaje              | Notas                 |      |      |
| ---------- | ---------------------------- | ---------------------- | --------------------- | ---- | ---- |
| 1983       | El arreglo                   | Rita                   |                       |      |      |
| 1985       | La historia oficial          | Regina Miller          |                       |      |      |
| 1985       | Esperando la carroza         | Matilde Musicardi      |                       |      |      |
| 1985       | La búsqueda                  | Patricia Beltrán       |                       |      |      |
| 1987       | Vínculos                     | Laura                  |                       |      |      |
| 1988       | Los amores de Kafka          | Mercedes               |                       |      |      |
| 1990       | Vivito y coleando            | Ante                   | Video                 |      |      |
| 1992       | Algunas mujeres              | Marina                 | Cortometraje          |      |      |
| 1992       | La pluma del ángel           | Verónica               |                       |      |      |
| 1993       | Beautiful                    | Chica                  | Cortometraje          |      |      |
| 1995       | Facundo, la sombra del tigre | Andrea                 |                       |      |      |
| 1995       | Pimienta y sal               | Vera                   | Cortometraje          |      |      |
| 1996       | Ojos de amatista             | Amatista               |                       |      |      |
| 1996       | El verso                     | Miriam                 |                       |      |      |
| 1997       | Entre la sombra y el alma    | Julia                  | Cortometraje          |      |      |
| 1997       | Bajo bandera                 | Fanny                  |                       |      |      |
| 2004       | Tiovivo c. 1950              | Perla                  | Película Española     |      |      |
| 2007       | Luz de domingo               | Parrula                | Película Española     |      |      |
| 2009       | Esperando la carroza 2       | Matilde Musicardi      |                       |      |      |
| 2012       | Holmes & Watson. Madrid Days | Angela Uerda           | Película Española     |      |      |
| Televisión |                              |                        |                       |      |      |
| Año        | Título                       | Personaje              | Notas                 |      |      |
| 1981       | El planeta de Berugo         | Andrea                 |                       |      |      |
| 1982       | La vuelta al mundo           | Rita                   |                       |      |      |
| 1982       | Rebelde y solitario          | Judith Bustamente      |                       |      |      |
| 1982       | Déjenme soñar                | Bárbara                |                       |      |      |
| 1982       | Cantando sobre la meza       | Nina                   |                       |      |      |
| 1982       | El imaginario                | Victoria Rolón         |                       |      |      |
| 1983       | Los reporteros               | Virginia Calvo         |                       |      |      |
| 1984       | Dar el alma                  | Daniela                |                       |      |      |
| 1984       | Amo y señor                  | Lola                   |                       |      |      |
| 1984       | Relaciones amargas           | Cecilia Escutia        |                       |      |      |
| 1986       | Amor prohibido               | Serena                 |                       |      |      |
| 1986       | El lobo                      | Victoria "Vicky"       |                       |      |      |
| 1989       | Rebelde                      | Adriana Corbalan       |                       |      |      |
| 1989       | La extraña dama              | Victoria Céspedes      |                       |      |      |
| 1990       | Atreverse                    | Gladys                 | 1 episodio            |      |      |
| 1990       | Pobre diabla                 | Nancy Vega             |                       |      |      |
| 1992       | Princesa                     | Luciana                |                       |      |      |
| 1992       | Desde adentro                | Mónica                 |                       |      |      |
| 1995       | ¡Hola, papi!                 | Carolina "Caro" Juárez |                       |      |      |
| 1995       | Poliladron                   | Mercedes               | Epi. 47               |      |      |
| 1996       | Sueltos                      | Linda                  |                       |      |      |
| 1997       | De corazón                   | Katherine "Katy"       |                       |      |      |
| 1998       | Los especiales de Doria      | Ana                    | Epi: "Los pulpos"     |      |      |
| 1998       | Lo dijo papá                 | Natalia                |                       |      |      |
| 2005       | Numeral 15                   | Sol                    | Epi: "0800 no llames" |      |      |
| 2010       | La Riera                     | Isabel Letran          | Temp. 2               |      |      |

## Etapa como cantante
En teatro es donde obtiene notable éxito como cantante de boleros (junto a Chico Novarro), baladas y tangos (con Alberto Favero) y musicales (Cabaret en 1988).

## Discografía
- "Vivitos y coleando" (banda original del espectáculo teatral), Junto a Roberto Catarineu y Carlos March
- "En vivo" - 220 Discos Argentina S.A.
- 1992: "Arráncame la vida (historia con bolero)" - En vivo - Junto a Chico Novarro

## Vida personal
Desde 1998 reside en España. Desde 2004 está casada con el cineasta y escritor español José Luis Garci.